# COVID-19-Pandemie in Rumänien

SARS-CoV-2-Infektionen pro 100.000 Einwohner in den Kreisen Rumäniens binnen 14 Tagen

Die COVID-19-Pandemie in Rumänien ist ein regionales Teilgeschehen der weltweiten COVID-19-Pandemie. Rumänien ist seit Februar 2020 offiziell von dieser Pandemie betroffen.
Das Land hat (Stand Oktober 2021) eine der niedrigsten Impfquoten in der EU: Nur rund ein Drittel der Bevölkerung hat einen vollen Impfschutz. Vorsichtsregeln werden nur lückenhaft überwacht. Am 20. Oktober 2021 starben in Rumänien 574 Menschen am COVID-Virus oder mit ihm – mehr als in der gesamten Europäischen Union (EU) am selben Tag. Rumänien hat etwa 19 Millionen Einwohner; die EU hat etwa 450 Millionen Einwohner.

## Verlauf
Der erste Fall wurde am 26. Februar 2020 im Kreis Gorj entdeckt. Ein Mann hatte Kontakt zu einem eingereisten Italiener.
Die Zahl der Todesopfer stieg besonders ab April 2020. Rumänien wurde ab Mai zu demjenigen Land Osteuropas mit den meisten Corona-Todesfällen pro Million Einwohner, vor der Republik Moldau, Nordmazedonien und Slowenien. Am 19. Mai 2020 zählte Rumänien auf eine Million Einwohner 59 Todesopfer. Drei Monate später wurden in Rumänien 3196 Todesopfer in Folge einer COVID-19-Erkrankung verzeichnet, weitere 497 Patienten lagen auf Intensivstationen (Stand 21. August 2020).
Stand Mitte Oktober 2021 waren nur rund 30 % der Bevölkerung vollständig geimpft. Rund 60 % der Rumänen lehnen laut einer Anfang Oktober veröffentlichten Umfrage die Impfung ab. Die Sieben-Tage-Inzidenz liegt bei 1500.
Mit Ausnahme des Inselstaats St. Lucia starben Mitte Oktober 2021 im Verhältnis zur Einwohnerzahl weltweit nirgendwo mehr Menschen an Covid-19 als in Rumänien. Die Krankenhäuser waren überfüllt; es mangelte an Beatmungsgeräten.
Nach einer Pause führte Rumänien die Maskenpflicht erneut am 8. Januar 2022 ein. Am 22. Januar wurde bekanntgegeben, dass sich seit dem Beginn der Pandemie 2 Millionen Menschen mit dem Virus infiziert hatten.
Am 8. März 2022 wurden die Maßnahmen gelockert.

## Maßnahmen

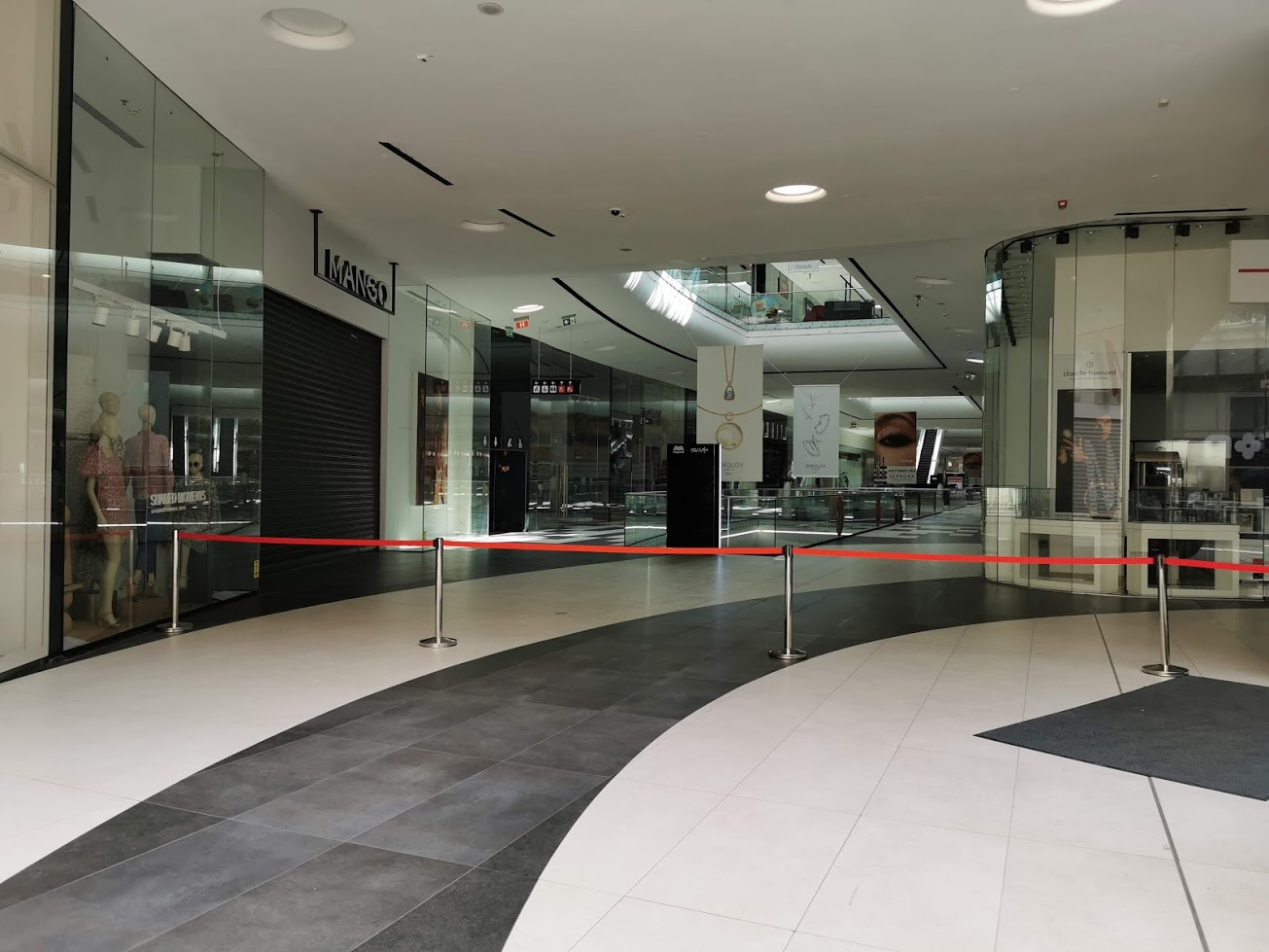
Aufgrund der Pandemie vorübergehend geschlossene Einkaufspassage in Bukarest (März 2020)

### Vorbeugende Maßnahmen
Am 22. Januar 2020 entschied die Regierung Rumäniens, welche sechs Krankenhäuser als Aufnahmezentren für Covid-19-Patienten gelten: Infektionskliniken in Iași, Temeschwar, Constanța, Klausenburg und in Bukarest zwei Kliniken: INBI „Matei Balș“ und SCBIT „Victor Babeș“.
Von März bis Mai 2020 wurde in Rumänien ein Lockdown verhängt. In dieser Zeit durften Menschen ihre Wohnungen nur aus triftigen Gründen verlassen.

## Statistik
Die Fallzahlen entwickelten sich während der COVID-19-Pandemie in Rumänien wie folgt:

### Infektionen

Bestätigte Infizierte in Rumänien nach Daten der WHO. Oben kumuliert, unten Tageswerte

### Todesfälle

Bestätigte Todesopfer in Rumänien nach Daten der WHO. Oben kumuliert, unten Tageswerte